# Brummer & Partners
Brummer & Partners AB är en privat, oberoende och ledande europeisk multi-strategihedgefondfirma med kontor i ett flertal länder. Huvudkontoret ligger på Norrmalmstorg i Stockholm. Företagets populäraste fond är Brummer Multi-Strategy (BMS). Fonden vänder sig till initierade investerare som vill sprida sina risker och som värdesätter alfa*. BMS mål är att generera absolut avkastning oavsett marknadsscenario och dess korrelation med aktier, räntor och andra riskfyllda tillgångar är låg. Fonden finns tillgänglig i olika risknivåer och i olika valutaklasser. Minsta insättning är 10 000 kr eller 1 000 kr/månaden.
BMS är en så kallad Artikel 8-fond och främjar vissa miljömässiga och sociala egenskaper. I riskanalysen integreras ESG-faktorer liksom övriga faktorer som kan påverka portföljens avkastning och risk. Det innebär också att underliggande investeringsstrategier beaktar risker och möjligheter kopplade till hållbarhet i sina investeringsprocesser.
* Alfa är avkastning som kommer av aktiv förvaltning, inte av generella rörelser på marknaderna.

Brummer & Partners är moderbolag i en koncern med ett antal dotterbolag. År 2022 hade koncernen omkring 300 anställda och med förvaltat kapital på 127 miljarder kronor.

## Historia

### Bakgrund
Företaget grundades 1995 av Patrik Brummer, Peter Thelin, Svante Elfving m.fl och kontrolleras numera av dessa tre grundare samt ytterligare fyra delägare. 
Idén var att lansera en hedgefond som grundarna själva ville investera i, inga hedgefonder fanns då i norra Europa.Hedgefonden Zenit, som skapades i samband med Brummer & Partners grundande 1995, var den första hedgefonden i norra Europa. Sedan dess har hedgefonder varit en snabbt växande förvaltningsform. Brummer & Partners är bland de största hedgefondföretagen i Europa.
Sedan 2002 är Brummer Multi-Strategy navet kring vilket hela verksamheten kretsar. Fonden förvaltas av Patrik Brummer och Kerim Celebi. De allokerar till  förvaltarteam runt om i världen med kompletterande egenskaper och exponeringar. Deras mål är att BMS portfölj vid varje enskilt tillfälle ska generera god riskjusterad avkastning och därför utgör riskhantering kärnan i förvaltningsprocessen och styr den dynamiska allokeringen till de olika teamen.

## Samarbete med högskolor och universitet
Brummer & Partners stöder svensk matematik som en del i företagets samhällsengagemang. Företaget är huvudsponsor för Skolornas matematiktävling som är en nationell tävling för matematikintresserade gymnasister i Svenska matematikersamfundets regi. De stöder också Kleindagarna, som är årligt återkommande fortbildning där gymnasielärare och högskolematematiker möts och utvecklar lektioner tillsammans. Kleindagarna arrangeras av Institut Mittag-Leffler och Svenska kommittén för matematikutbildning (NK matematik/KVA). Brummer & Partners stöder också KTH inom matematisk forskning kring analys av komplexa data.
Brummer & Partners är en av de främsta medlemmarna, benämnda Senior Partners, i Handelshögskolan i Stockholms partnerprogram för företag som bidrar finansiellt till Handelshögskolan i Stockholm och nära samarbetar med den vad gäller utbildning och forskning.
Brummer & Partners är medlemmar i SNS och Standards Board for Alternative Investments (SBAI; tidigare Hedge Funds Standards Board).